# Nabój .45 ACP
.45 Automatic Colt Pistol (.45 ACP) – amerykański 11,43 × 23 mm nabój pistoletowy. Przepisowy nabój pistoletowy armii amerykańskiej do 1985 roku.

## Historia
Kiedy w trakcie kampanii na Filipinach prowadzonej w latach 1898–1900 okazało się, że używany przez amerykańską armię nabój rewolwerowy 38 Long nie posiada wystarczającej mocy obalającej, do użytku ponownie wprowadzono rewolwery o kalibrze 0,45 cala. Postanowiono wtedy także rozpocząć prace nad nową bronią krótką (nie podjęto jeszcze decyzji, czy będzie to rewolwer, czy pistolet). Po początkowym zahamowaniu prac spowodowanym zakończeniem walk na Filipinach w roku 1907 ogłoszono konkurs na nową broń krótką. Zwycięzcą okazał się skonstruowany przez Johna M. Browninga pistolet Colt M1911 zasilany amunicją .45 ACP (Automatic Colt Pistol). Nowy nabój szybko stał się popularny w obu Amerykach. 
Nabój .45 ACP był przepisowym nabojem pistoletowym armii amerykańskiej do wprowadzenia do uzbrojenia w 1985 roku pistoletu Beretta M9 kalibru 9 × 19 mm Parabellum. Po wprowadzeniu nowej broni nabój .45 ACP jest nadal używany przez niektóre formacje armii amerykańskiej (posiada niższą prędkość wylotową niż nabój 9 × 19 mm, więc lepiej nadaje się do broni wytłumionej, a pełnopłaszczowe pociski kalibru 11,43 mm mają większą zdolność obalającą niż pociski 9 mm).